# Sindacati spagnoli
Secondo la Costituzione spagnola del 1978, il sindacato è «l'organizzazione che difende gli interessi dei lavoratori». In base alla normativa sono considerati "maggiormente rappresentativi" a livello nazionale, categoriale o locale i sindacati che raggiungono almeno il 10 % dei consensi nelle rispettive elezioni sindacali. La maggiore rappresentatività a livello di Comunità autonoma richiede invece un consenso elettorale pari almeno al 15 %
Di conseguenza i sindacati spagnoli maggiormente rappresentativi a livello nazionale sono:
- Comisiones Obreras (CCOO)
- Unión General de Trabajadores (UGT)

Seguiti in ordine al numero degli iscritti e dei risultati elettorali da
- Unión Sindical Obrera (USO)
- Central Sindical Independiente y de Funcionarios (CSI-CSIF) che è maggiormente rappresentativo tra i dipendenti statali
- Confederación General del Trabajo (CGT)[2]

Altri sindacati sono:
- Confederación Nacional del Trabajo (CNT) storico sindacato che, per motivi ideologici, non partecipa alle elezioni.
- Solidaridad Obrera (SO)
- Sindicato Unitario (SU)

Ci sono anche federazioni di sindacati delle attività professionali:
- Confederación de Sindicatos de Trabajadores de la Enseñanza (STe)
- Asociación Nacional de Profesionales de la Enseñanza (ANPE)
- Sindicato de Trabajadores de Comunicaciones (STC)
- Agrupación de los Cuerpos de la Administración de Instituciones Penitenciarias (ACAIP)

Esistono infine, nelle comunità autonome di Galizia, Paesi Baschi e Andalusia, altri gruppi sindacali a carattere nazionalista, a volte rappresentativi a livello locale:
- Eusko Langileen Alkartasuna (ELA) (Paesi Baschi, Navarra[3])
- Langile Abertzaleen Batzordeak (LAB) (Paesi Baschi, Navarra)
- Confederación Intersindical Galega (CIG) (Galizia)[4]
- Sindicato de Obreros del Campo (SOC) (Andalusia)
- Corriente Sindical de Izquierda (CSI) (Asturias)